# Ширмер, Ульф
Ульф Ширмер (нем.  Ulf Schirmer, 1959, Бассум) — немецкий дирижёр.

## Биография
Закончил Бременскую консерваторию и Гамбургскую высшую школу музыки и театра, его преподавателями были Дьёрдь Лигети, Кристоф фон Донаньи, Хорст Штайн. Ассистировал Лорину Маазелю в Венской государственной опере. В 1988—1991 — генеральный музыкальный директор Государственного театра земли Гессен в Висбадене, в 1995—1998 гг. главный дирижёр симфонического оркестра Датского радио. В 2006—2017 гг. художественный руководитель симфонического оркестра Мюнхенского радио. Как приглашенный дирижёр участвует в музыкальных фестивалях в Брегенце и Зальцбурге, выступает в опере Граца, театре Ла Скала, Парижской опере, Немецкой опере в Берлине, Лейпцигской опере, с 2009 — генеральмузикдиректор Лейпцига.

## Репертуар
Наиболее известен исполнением опер Вагнера и Рихарда Штрауса. Также дирижировал операми Моцарта (Похищение из сераля, Свадьба Фигаро), Отто Николаи (Виндзорские проказницы), Бизе (Кармен), Верди (Набукко), Массне (Вертер), Карла Нильсена (Маскарад), Э.Хумпердинка (Спящая красавица), Альбана Берга (Лулу), Богуслава Мартину (Христа распинают вновь), Курта Вайля (Уличная сцена), Вальтера Браунфельса (Птицы), К. А. Хартмана (Юный Симплициссимус), Лучано Берио (Король слушает), Герда Кюра (Смерть и дьявол), симфоническими произведениями Моцарта, Бетховена, Брукнера, Малера, Р.Штрауса, Шёнберга, новейших композиторов (Эрнст Кшенек, Леонард Бернстайн, Джон Кейдж, Д.Лигети, Исан Юн, Хенце, Мортон Фельдман, Джон Тавенер, Йоханна Додерер и др.).

## Педагогическая деятельность
С 2000 — профессор Гамбургской высшей школы музыки и театра.